# Placówka Straży Granicznej w Częstochowie
Placówka Straży Granicznej w Częstochowie – graniczna jednostka organizacyjna Straży Granicznej realizująca zadania w ochronie granicy państwowej na terenie kraju.

## Formowanie i zmiany Organizacyjne
Placówka Straży Granicznej w Częstochowie (PSG w Częstochowie), powstała 1 października 2023 w efekcie kolejnego etapu zmian organizacyjnych Śląskiego Oddziału Straży Granicznej w Raciborzu, związanych z przystosowaniem do sprawnego i skutecznego wykonywania ustawowych zadań w warunkach Schengen, zwłaszcza w zakresie zarządzania procesami migracyjnymi w terenach wielkomiejskich. Została ona utworzona na podstawie Zarządzenia nr 54 Komendanta Głównego Straży Granicznej z 28 sierpnia 2023. Do 30 września 2023 w Częstochowie miała swoją siedzibę Grupa Zamiejscowa PSG w Katowicach-Pyrzowicach.
Etat placówki przewiduje 80 funkcjonariuszy oraz 9 pracowników cywilnych.
Budynek administracyjny wraz z pomieszczeniami internatowymi posiada powierzchnię ponad 1328 m², budynek garażowo–magazynowy ma powierzchnię użytkową 414,69 m². W garażu jest 10 stanowisk dla samochodów, w tym 2 stanowiska o większych gabarytach dla samochodów typu schengenbus. W budynku jest wydzielone pomieszczenie dla przechowywania rowerów. Ponadto jest zaplecze z dwoma kojcami dla psów służbowych. Teren jest ogrodzony gdzie są drogi, chodniki, place i miejsca postojowe. Placówka położona jest na działce o powierzchni blisko 0,33 ha. Wartość kosztorysowa inwestycji wyniosła około 16,5 mln złotych. Wydatkowanie środków z Wojewódzkiego Funduszu Ochrony Środowiska i Gospodarki Wodnej zakończyło się w 2022 i wyniosło 1.302.585,89 zł.

## Terytorialny zasięg działania
Stan z 1 lipca 2025
Obszar działania Placówki Straży Granicznej w Częstochowie obejmuje:
- Poza strefą nadgraniczną powiaty: częstochowski, kluczborski, kłobucki, lubliniecki, myszkowski, oleski, tarnogórski z wyłączeniem Międzynarodowego Portu Lotniczego Katowice im. Wojciecha Korfantego w Pyrzowicach, Częstochowa.

## Wydarzenia
- 2018 – 7 maja w Urzędzie Miasta Częstochowa miało miejsce uroczyste podpisanie aktu przekazania nieruchomości w użytkowanie przez Śląski Oddział Straży Granicznej. Podpisania dokumentu dokonali: Komendant Śląskiego Oddziału Straży Granicznej gen. bryg. SG Adam Jopek oraz Prezydent Miasta Częstochowa Krzysztof Matyjaszczyk w obecności ówczesnego Wicewojewody Śląskiego Mariusza Trepki[1].
- 2023 – 1 października st. chor. szt. Izabela Górniak, jako pierwsza objęła służbę na stanowisku Kierownika Zmiany w placówce SG[4].

## Komendanci placówki
- mjr SG/ppłk SG Przemysław Starczewski (1.10.2023[4]–obecnie).